# 2147483647
2,147,483,647（二十一亿四千七百四十八万三千六百四十七）是2147483646與2147483648之間的自然數。它等于{\displaystyle 2^{31}-1}。它是第8个梅森素数，也是4個已知的双重梅森素数的其中一個。
欧拉在1772年用试除法判定这个数是梅森素数。在1772年至1867年期间这个数是已知的最大素数。
这个数表示为二进制为1111111111111111111111111111111（即31個1），是操作系统中最大的32位元符号型整型常量，例如Pascal語言中长整型的範圍是-2147483648~2147483647。
不少32位游戏的某个最大数据值都是2147483647，比如QQ农场的钱的数量，QQ炫舞的最大经验值，崩坏学园2曾经的最大伤害值，以及Minecraft1.13版本修改后的最高附魔等级等等。

## YouTube计数器事件
2014年12月，谷歌宣称因YouTube上播放次数最多的视频，PSY的《江南Style》音乐视频的播放次数超过了播放计数器的最大值（32位正负整型，即2147483647），导致YouTube不得不将播放计数器升级至64位整型。 后来谷歌承认这是一个玩笑。